# Acontistoptera hirsuta
Acontistoptera hirsuta är en tvåvingeart som beskrevs av Borgmeier 1925. Acontistoptera hirsuta ingår i släktet Acontistoptera och familjen puckelflugor. Inga underarter finns listade i Catalogue of Life.